# ビッグラン
『ビッグラン』 (Big Run) は、ビットボックスが開発し、1989年にジャレコから稼働されたアーケード用大型筐体のレースゲーム。
パリ-ダカール・ラリーを題材としている。
1991年にスーパーファミコンに移植された他、1992年には欧州でAmiga、Atari STに移植された。また、2008年には日本国内でiアプリ用ソフトとして配信された。

## 概要
ダカール・ラリーをモチーフとしている大陸横断レースゲーム。長距離であるラリーレイドをモチーフにしたこともあり、SS数はアーケード版ではプレイ時間の制約上、計6ステージとなっている。実際のラリーレイドとは出走システムが違い、グリッドスタートとなっており、ステージ毎にスプリントレースを行うゲームシステムとなっている。タイムアップ制で、3位以上で入賞するとステージクリアとなり（3位以下であるとタイムアップする程の難度調整が図られている）、次の出走ステージにコマを進められる。各コース上にはアザーカー（当時、ラリーレイドで走っていたプジョー・205や三菱・パジェロを模している）や路肩の電柱等の障害物があり、当時としては正確な減速やハンドリングが求められるゲーム性であった。プレイヤーカーはポルシェ・959をモチーフとしている。
筐体デザイン
1989年にアーケードの大型筐体ゲームによるムービングタイプ、可動部のないコックピットタイプ、ジャレコ製汎用筐体である2台以上で通信対戦可能なアップライトタイプであるポニー筐体でリリースされている。
コンパネ上はハンドル、当時のアーケード時流により、2速シフトレバー、ブレーキ、アクセルの他にホーンボタンがついており、遅いアザーカーを払いのける際に使用する。道の細い崖のある道中で使用するとアザーカーが崖から落ちてしまうなど、謎なギミックこそあったが、同時期に出たセガ『パワードリフト』（1988年）等と並び、ある程度の定評があった。

## ステージ構成
実際はチュニスからのリエゾン（スタート）ランからはじまり、次のトズール（チュニジア）よりサン・ルイ（セネガル）までがSS区間。そこからリエゾン区間のダカールまでビクトリーランとなる。尚、本来のパリダカではパレードラン時は順位は固定されるが、このゲームの場合は例外的解釈によりレース区間となっている事は前出の通りである。
- STARTRUN:TUNIS→TOZEUR（チュニジア）
- SS1:TOZEUR→TUMU（リビア）
- SS2:TUMU→AGADEZ（ニジェール）
- SS3:AGADEZ→BAMAKO（マリ）
- SS4:BAMAKO→SAINT LOUIS（セネガル）
- VICTRYRUN:SAINT LOUIS→DAKAR

なお、後述スーパーファミコン版ではスタートのリエゾンランが存在せず、トリポリからムボロまでがSS区間。そこからSS9として実質リエゾン区間のムボロからダカールまでがビクトリーランとなる。
- SS1:TRIPOLI→GHADAMES
- SS2:GHADAMES→GHAT（リビア）
- SS3:GHAT→DIRKOU
- SS4:DIRKOU→AGADEZ（ニジェール）
- SS5:AGADEZ→GAO（マリ）
- SS6:GAO→NEMA（モーリタニア）
- SS7:NEMA→KIFFA
- SS8:KIFFA→M'BORO（セネガル）
- SS9:M'BORO→DAKAR

## 移植版
| No. | タイトル                             | 発売日        | 対応機種           | 開発元   | 発売元          | メディア                             | 型式    | 備考                       |
| --- | ------------------------------------ | ------------- | ------------------ | -------- | --------------- | ------------------------------------ | ------- | -------------------------- |
| 1   | BIG RUN                              | 1991年3月20日 | スーパーファミコン | トーセ   | ジャレコ        | 8メガビットロムカセット              | SHVC-BR |                            |
| 2   | Big Run                              | 1992年        | Amiga Atari ST     | Storm    | The Sales Curve | フロッピーディスク                   | -       |                            |
| 3   | BIGRUN -砂漠の冒険レーサーズ-        | 2008年3月28日 | iアプリ            | ジャレコ | ジャレコ        | ダウンロード （ジャレコiギャレッソ） | -       |                            |
| 4   | スーパーファミコン Nintendo Classics | 2024年9月18日 | Nintendo Switch    | 任天堂   | 任天堂          | ダウンロード                         | -       | スーパーファミコン版の移植 |

スーパーファミコン版
ジャレコのスーパーファミコン参入タイトル第一弾として1991年3月20日にリリース。
まずスポンサーと契約して資金を受け、車体とパーツ（タイヤ・サスペンション・ブレーキ・エンジン）を購入、スタッフ（ナビゲーター・サポート・メカニック。各自省略可能であるがデメリットも存在する）を雇ってレースに臨む設定。時間内にゴールすれば残り時間は次のステージに加算される。
オリジナルのモードとして、パーツダメージ制をとっており、ステージ中でダメージを蓄積しないようにSSを進め、各SSのゴール後に事前購入したパーツで回復していく（交換にはタイムロスが発生するが、サポート・メカニックの能力に左右され次のSSの制限時間に影響する）。
ステージ中で著しいパーツダメージがあると走行に支障が発生、最悪道中でのパーツ交換を強いられ、サポートの到着及びパーツ交換によるタイムロスが発生するシステムとなっている。
携帯アプリ版
ジャレコの携帯電話アプリサイト「ジャレコiギャレッソ」においてiアプリとして『BIGRUN -砂漠の冒険レーサーズ-』のタイトルで配信。SFC版のシステムを当時の時流に併せたアレンジ移植。
車はラリーレイド車であるプロトタイプクラスの三菱パジェロ風の物に変更、オンラインタイム集計対応。車のセッティングやコ・ドライバー（ナビゲーター）をステージの節に応じて選択できる。

## 開発
本作は、当時セガ（後のセガ・インタラクティブ）よりドロップアウトしたメンバーにより設立された会社「ビットボックス」へ外注制作として依頼し制作された。その後ビットボックスはジャレコに吸収され、ビットボックスのディレクター、メインプログラマー 、メインデザイナーらは同社の業務用開発部に所属し、ビッグランと同じ基板を用いて社内開発で『シスコヒート』（1990年）を制作する。

## 評価
スーパーファミコン版
ゲーム誌『ファミコン通信』の「クロスレビュー」では合計19点（満40点）、『ファミリーコンピュータMagazine』の読者投票による「ゲーム通信簿」での評価は以下の通り20.71点（満30点）となっている。この得点はスーパーファミコン全ソフトの中で148位（323本中、1993年時点）となっている。
| 項目 | キャラクタ | 音楽 | 操作性 | 熱中度 | お買得度 | オリジナリティ | 総合  |
| 得点 | 3.56       | 3.67 | 3.50   | 3.55   | 3.08     | 3.35           | 20.71 |